# Општина Коку (Арђеш)
Коку (рум. Cocu) општина је у Румунији у округу Арђеш.
Oпштина се налази на надморској висини од 333 m.